# Montesquieu (Hérault)
Montesquieu é uma comuna francesa na região administrativa de Occitânia, no departamento de Hérault. Estende-se por uma área de 14,47 km². Em 2010 a comuna tinha 73 habitantes (densidade: 5 hab./km²).